# 武庫川町 (尼崎市)
座標: 北緯34度43分01.2秒 東経135度23分03.8秒 / 北緯34.717000度 東経135.384389度

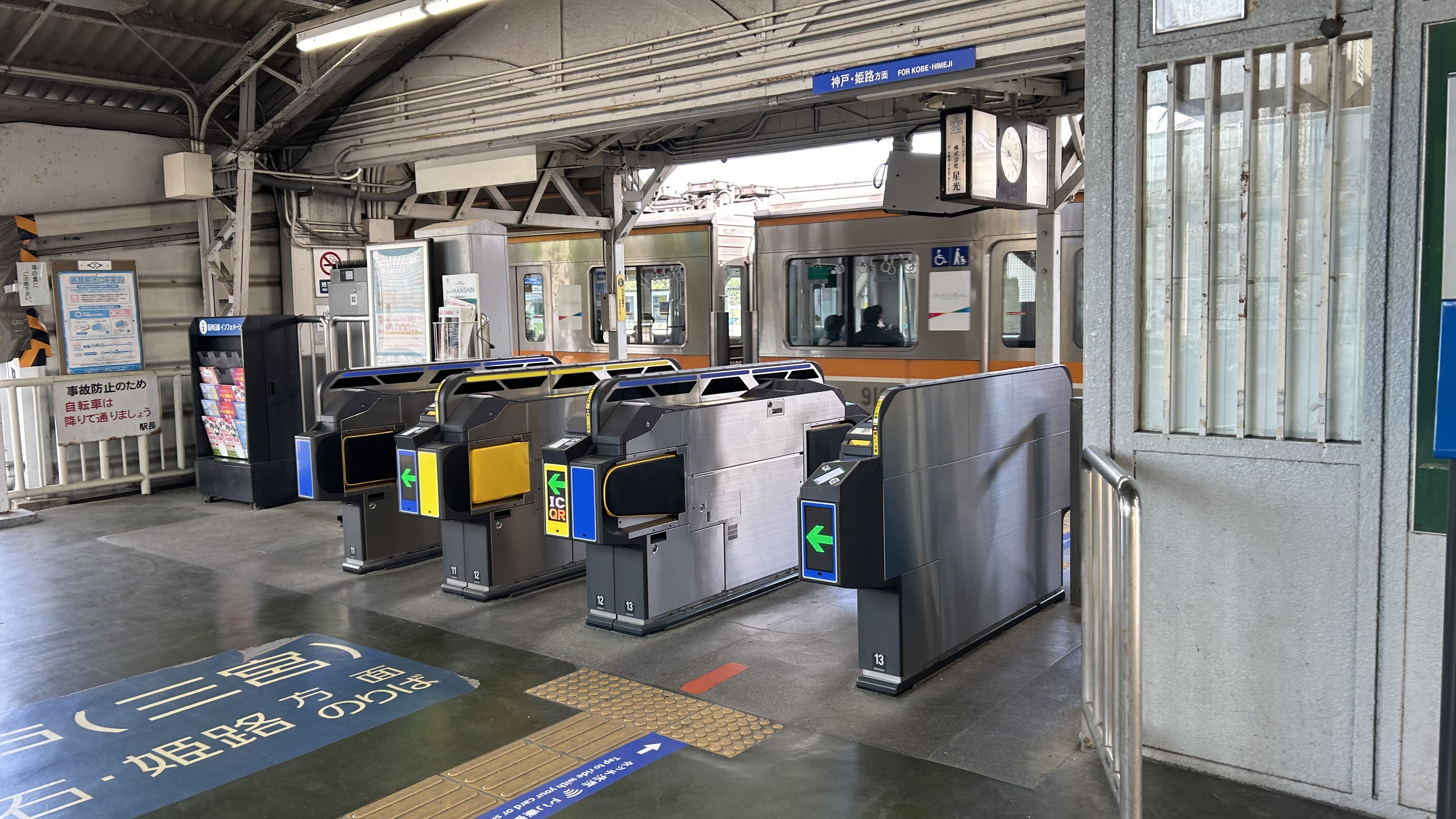
武庫川駅

武庫川町（むこがわちょう）は、兵庫県尼崎市にある町丁。1丁目から4丁目まである。郵便番号は660-0084。

## 地理
東は道意町に接する。西は西宮市武庫川町に接する。北は大庄西町、南は元浜町と接する。

## 交通

### 鉄道
- 阪神電車本線
  - -武庫川駅[注 1]-

### バス

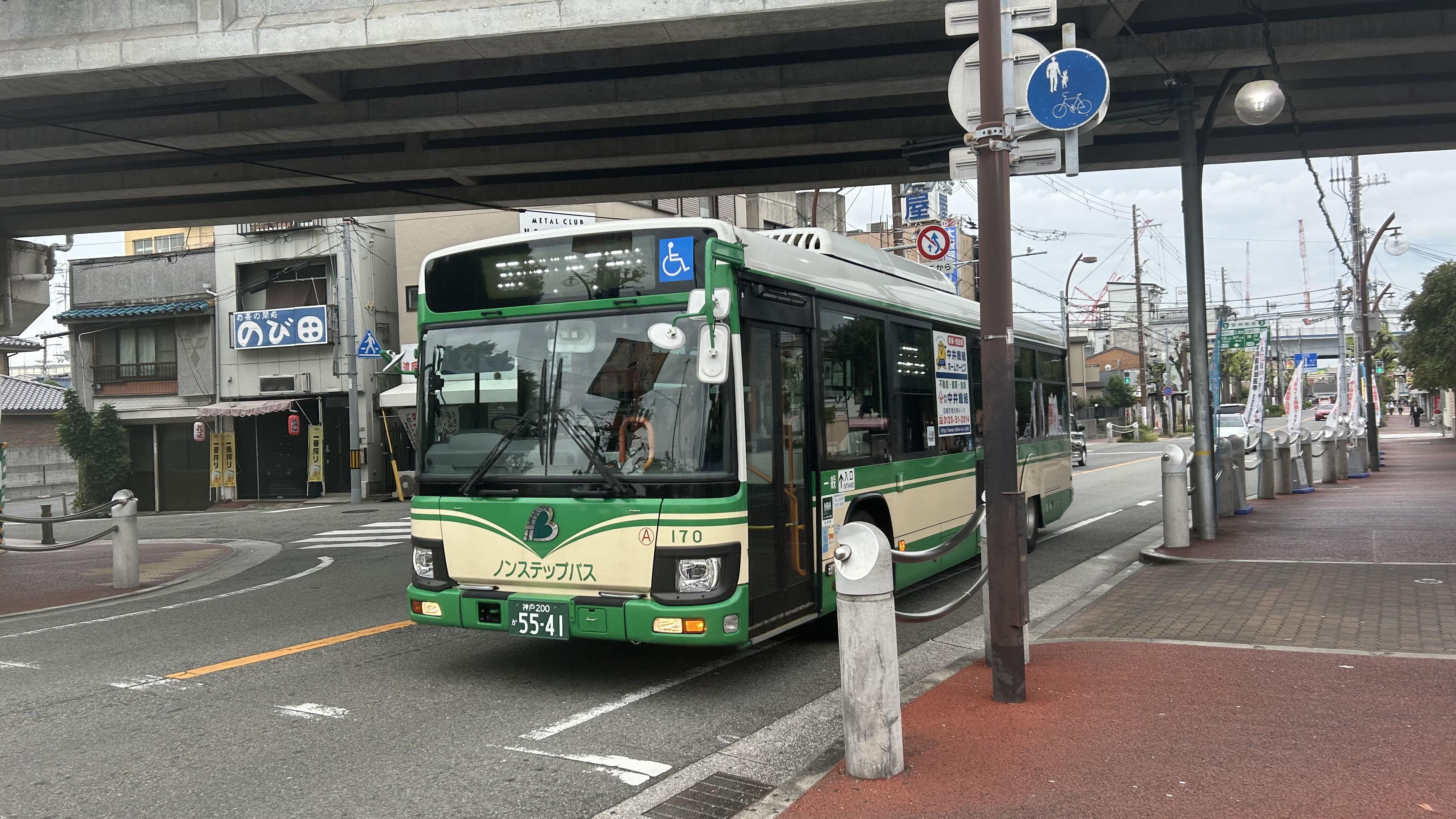
30番
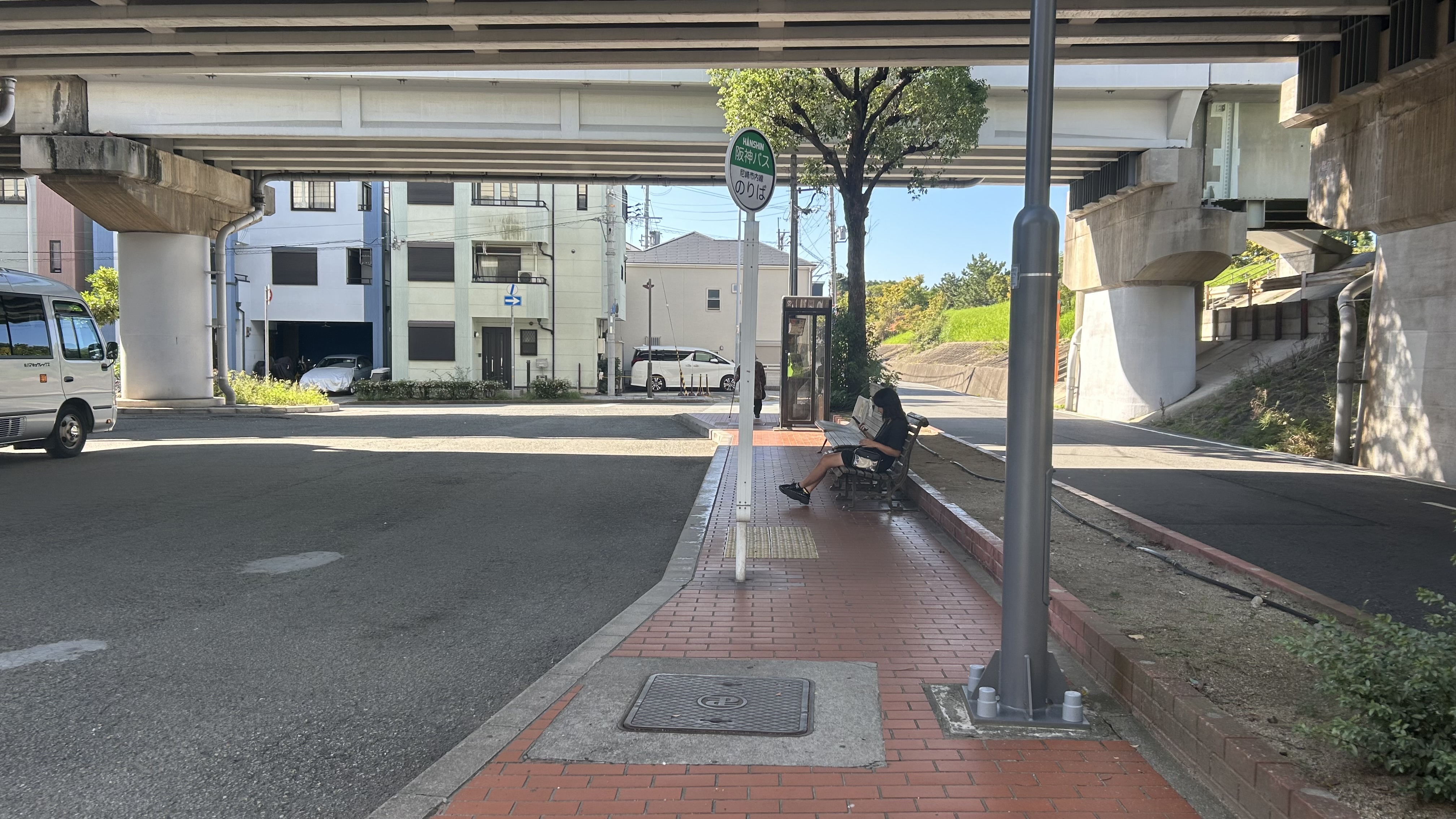
武庫川停留所
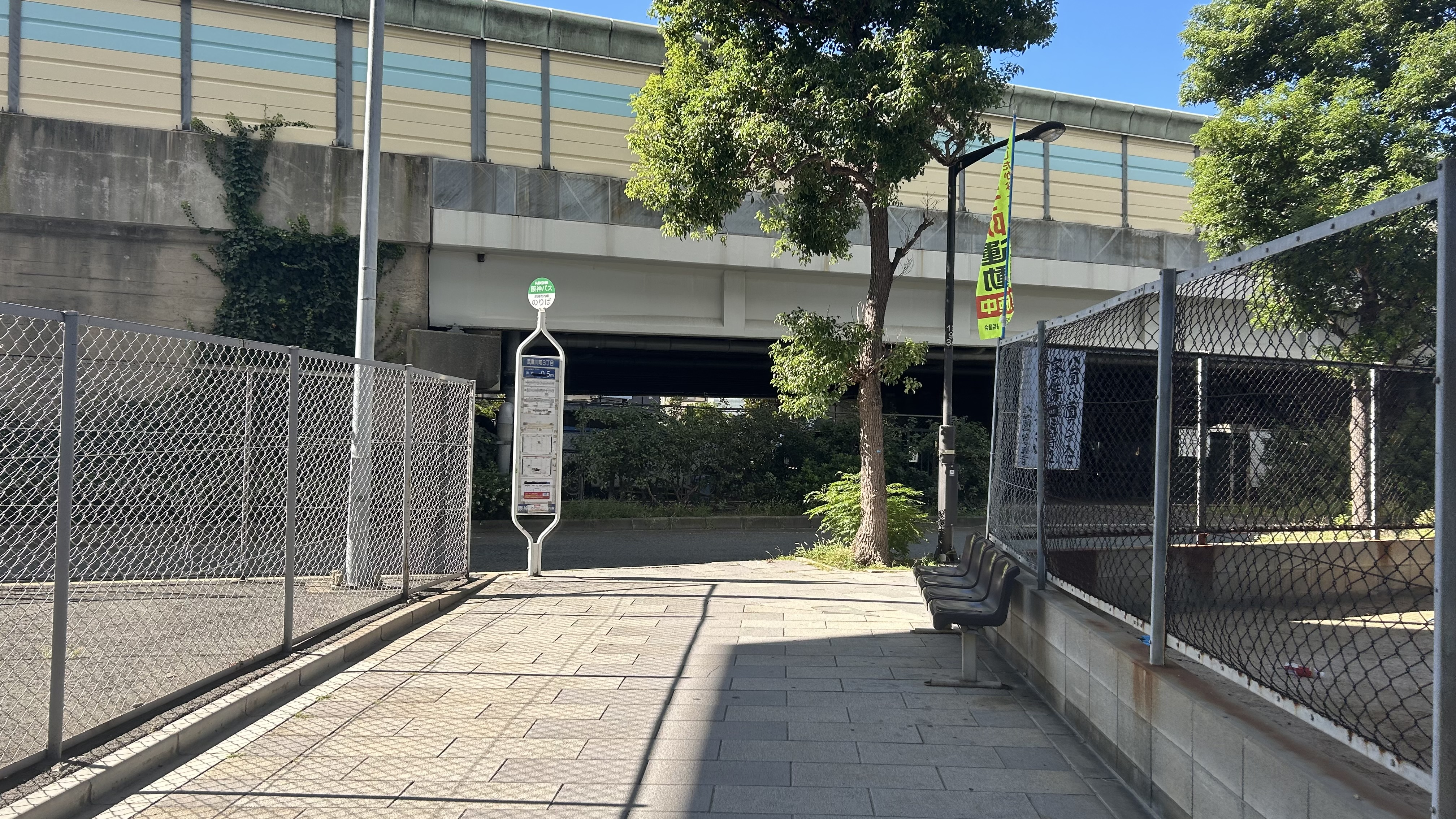
武庫川町3丁目停留所

阪神バスが通っている
| 路線名 | 起点       | 町内の停留所                    | 終点               |
| ------ | ---------- | ------------------------------- | ------------------ |
| 30     | 阪急塚口   | (大庄西町)-武庫川町3丁目-武庫川 | 武庫川             |
| 47     | 武庫営業所 | (大庄西町)-武庫川町3丁目-武庫川 | 武庫川             |
| 47-2   | 武庫営業所 | (大庄西町)-武庫川町3丁目-武庫川 | 武庫川             |
| 50-4   | JR尼崎     | (大庄西町)-武庫川町3丁目-武庫川 | 武庫川             |
| 90     | 武庫川     | 武庫川-武庫川町3丁目-(元浜町)   | 尼崎テクノランド前 |

- 30番
- 武庫川停留所
- 武庫川町3丁目停留所

## 校区[3]
| 丁目 | 小学校         | 中学校     |
| ---- | -------------- | ---------- |
| 1    | わかば西小学校 | 大庄中学校 |
| 2    | わかば西小学校 | 大庄中学校 |
| 3    | わかば西小学校 | 大庄中学校 |
| 4    | わかば西小学校 | 大庄中学校 |

## 施設

### 1丁目
- 尼崎市立わかば西小学校

### 2丁目
- 医療法人純徳会 田中病院

### 4丁目
- 武庫川町（阪神高速道路下）子ども広場